# Leszek Filipczyński

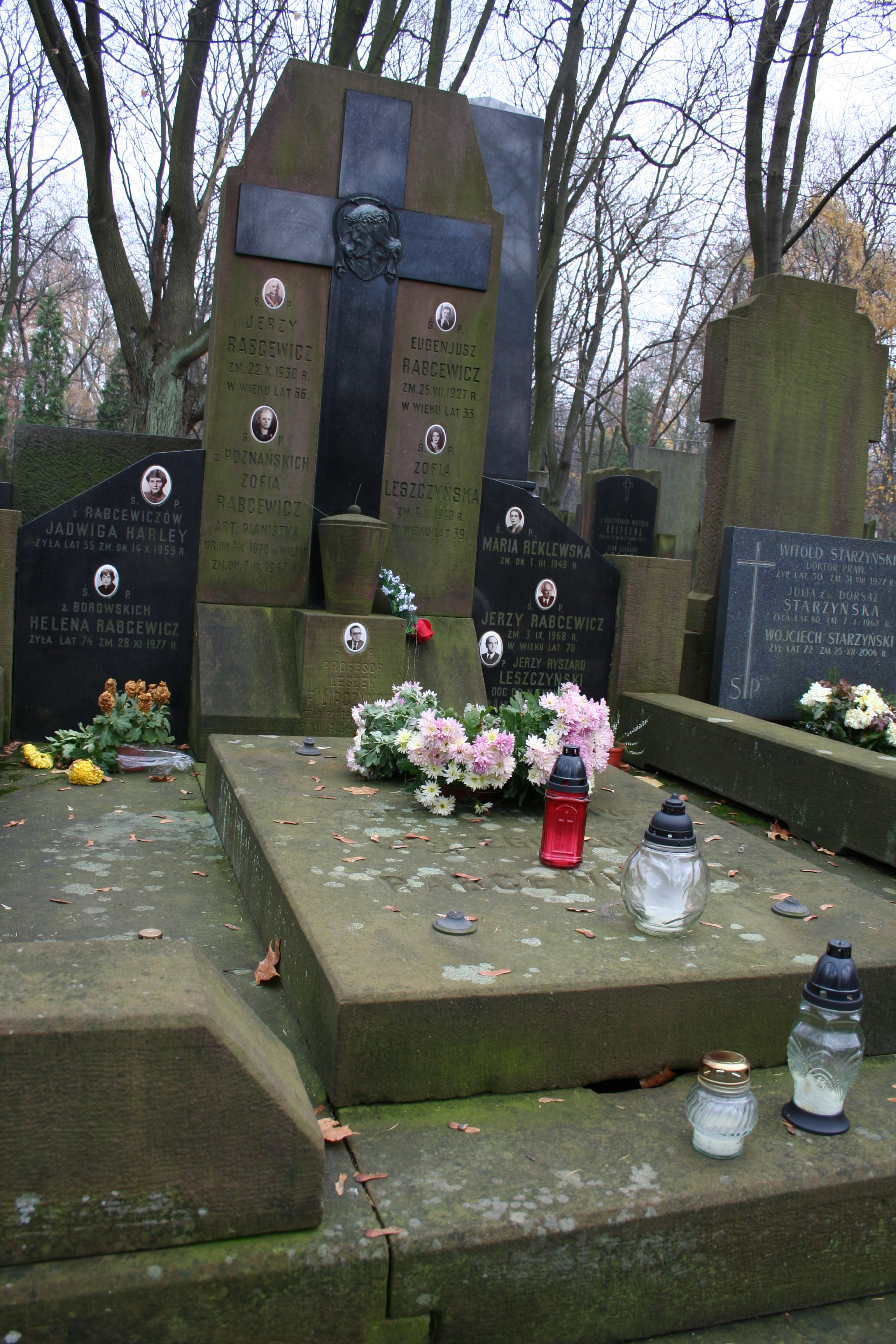
Grób Leszka Filipczyńskiego na warszawskich Powązkach

Leszek Filipczyński (ur. 23 grudnia 1923 w Łodzi, zm. 30 czerwca 2004 w Warszawie) – polski inżynier, profesor Instytutu Podstawowych Problemów Techniki PAN, specjalista akustyki i ultradźwięków. Twórca polskiej ultradźwiękowej diagnostyki medycznej.

## Życiorys
Studiował fizykę na Uniwersytecie Łódzkim (1945), w latach 1945–1948 na Politechnice Gdańskiej studiował mechanikę i elektrykę, a w 1949 ukończył telekomunikację na Politechnice Warszawskiej.
W latach 1948–1949 był pracownikiem naukowym Państwowego Instytutu Telekomunikacyjnego, a w latach 1950–1951 był kierownikiem i współorganizatorem Laboratorium Akustycznego w Głównym Instytucie Fizyki Technicznej w Warszawie, włączonego w 1952 do Zakładu Badania Drgań.
W latach 1952–1957 był zastępcą profesora w Instytucie Podstawowych Problemów Techniki PAN, a w latach 1969–1974 był jego Dyrektorem. W IPPT pracował w latach 1953–1993.
Jednocześnie w latach 1952–1965 był kierownikiem Pracowni Biernych Zastosowań Ultradźwięków. W latach 1965–1969 był zastępcą dyrektora do spraw naukowych, a w latach 1969–1973 kierownikiem Zakładu Ultradźwięków.
Profesor Filipczyński był konstruktorem pierwszego w Polsce defektoskopu ultradźwiękowego do badania materiałów ("radaru ultradźwiękowego").
Był również organizatorem pierwszej Międzynarodowej Konferencji Ultradźwięków w Medycynie i Biologii.
Założyciel i wieloletni przewodniczący Komitetu Akustyki PAN.

### Światowy wkład
W 1966 wyprodukowano pierwszy polski, a czwarty na świecie, ultrasonograf który został skonstruowany przez zespół pod kierownictwem prof. Leszka Filipczyńskiego w Zakładzie Badania Drgań Instytutu Podstawowych Problemów Techniki PAN w Warszawie. Ultrasonograf testowano w Warszawie w szpitalu na Karowej. Filipczyński był prekursorem polskiej ultradźwiękowej diagnostyki medycznej. Ultradźwięki początkowo były stosowane w przemyśle do badań materiałów, ale profesor był zdania, że można je wykorzystać również w medycynie.

### Kariera naukowa
Jego kariera naukowa rozwijała się błyskawicznie. W 1955 roku został doktorem, w 1957 docentem, w 1962 profesorem nadzwyczajnym, a w 1969 profesorem zwyczajnym. Od 1969 był członkiem korespondentem PAN, od 1976 członkiem rzeczywistym.
Był promotorem 14 doktorantów.

### Życie prywatne
Był żonaty i miał dwójkę dzieci.
Jego hobby była gra na fortepianie.
Leszek Filipczyński spoczywa na cmentarzu Powązkowskim w Warszawie (kw. 237-IV-9/10).

## Członkostwa
- członek korespondent (od 1969), członek rzeczywisty PAN (od 1976)[2]
- członek Komitetu Akustyki PAN (przewodniczący 1973–1996)
- członek Rady Akademii Międzynarodowego Instytutu Nauk Mechanicznych CISM, Udine (Włochy) 1984–
- członek Polskiego Towarzystwa Akustycznego (wiceprzewodniczący w latach 1952–1956)
- członek Stowarzyszenia Elektryków Polskich
- członek Polskiego Towarzystwa Fizyki Medycznej (działacz w Zarządzie Głównym)
- członek Polskiego Towarzystwa Inżynierii Biomedycznej
- członek Polskiego Towarzystwa Lekarskiego (wiceprzewodniczący Sekcji Ultradźwięków w Biologii i Medycynie od 1974)
- członek Europejskiego Towarzystwa Ultradźwięków w Medycynie (wiceprzewodniczący w latach 1975–1978)
- członek Międzynarodowej Komisji Akustyki (ICA) 1975–1981
- członek honorowy Amerykańskiego Instytutu Ultradźwięków w Medycynie, 1972
- członek honorowy Jugosłowiańskiego Towarzystwa Ultradźwięków w Medycynie, 1981
- członek honorowy Towarzystwa Ultradźwięków w Medycynie, NRD 1983
- członek Rady Technicznej International Society of Ultrasonic Diagnostics,
- członek Nowojorskiej Akademii Inżynierii nauk Medycznych i Biologicznych w USA, 1997

## Publikacje (wybór)
Jest autorem 12 monografii, 166 publikacji i 62 patentów. Napisał wiele prac z zakresu ultradźwiękowych metod badań materiałów i struktur biologicznych. Publikował również w fachowych czasopismach światowych. Wygłosił 79 referatów na międzynarodowych kongresach i konferencjach naukowych.

### Książki (współautor)
- Ultradźwiękowe metody badania materiałów, 1959
- Ultrasonic Methods of Testing Materials, 1966
- Elektronika medyczna, 1972
- Ultrasonics in Biology and Medicine, 1972
- Diagnostyka Ultradźwiękowa w położnictwie i chorobach kobiecych, 1977
- Przepływy krwi : hemodynamika i ultradźwiękowe dopplerowskie metody pomiarowe, 1980

## Odznaczenia i nagrody
- laureat Nagrody Państwowej II stopnia (zespołowa) 1966 i 1986
- Nagroda Przewodniczącego Komisji Nauki i Techniki 1967 i 1968
- Nagroda Sekretarza Naukowego PAN 1971, 1975, 1977, 1980, 1984
- nagroda resortowa 1977
- Krzyż Komandorski Orderu Odrodzenia Polski
- Krzyż Oficerski Orderu Odrodzenia Polski
- Krzyż Kawalerski Orderu Odrodzenia Polski
- Medal 10-lecia Polski Ludowej
- Medal 40-lecia Polski Ludowej
- Medal 25 - lecia PAN
- Medal Akademii Górniczo-Hutniczej w Krakowie w Krakowie
- Medal Polityczny w Pradze
- Medal Uniwersytetu w Brnie (dwukrotnie)
- Uhonorowany przez AIUM w Waszyngtonie Dyplomem Pioniera Ultradźwięków w Medycynie
- Medal Polskiego Towarzystwa Akustycznego im. Marka Kwieka[3]

i inne